# Тропический музей
Тропический музей (нидерл. Tropenmuseum) — этнографический музей Амстердама, основанный в 1864 году. Он является одним из крупнейших музеев Амстердама, где размещается восемь постоянных экспозиций. Музей проводит временные выставки как современного, так и традиционного изобразительного искусства.
Тропический музей является частью Национального музея мировой культуры (NMvWen) и до марта 2014 года находился в собственности и управлении Королевского тропического института, который финансировал исследования тропических культур во всём мире. В 2009 году музей посетили 176 тысяч человек.
В 2009—2015 годах Тропический музей пожертвовал Викискладу 50 тысяч изображений.

## История

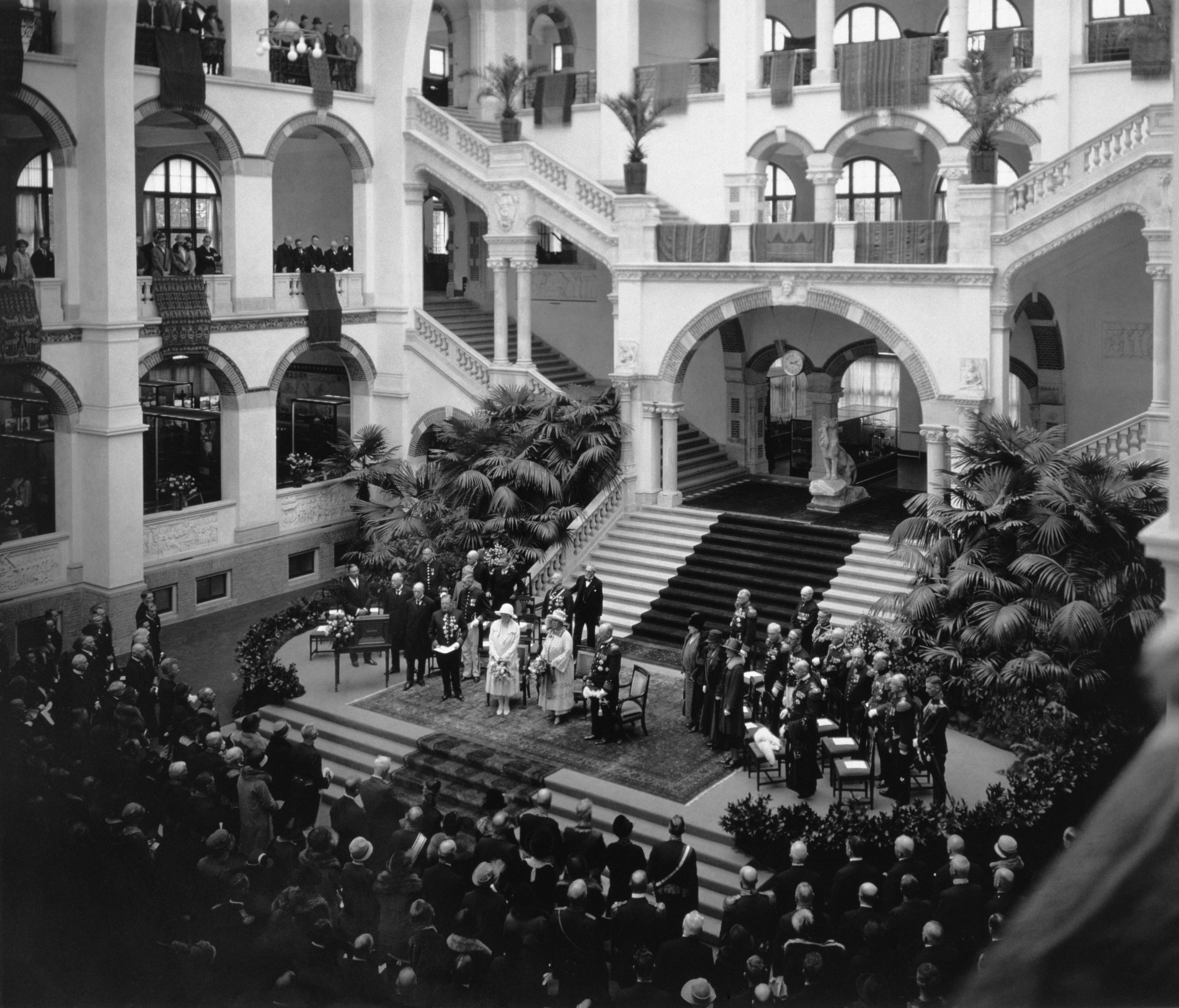
Открытие колониального института в Амстердаме в светлом зале нынешнего Музея тропиков и Королевского тропического института в присутствии королевы Вильгельмины 9 октября 1926 года.

Отец писателя Фредерика ван Эдена по имени Фредерик Вилем ван Эден будучи министром «Общества содействия развитию промышленности» в 1864 году основал «Колониальный музей» в Харлеме. В 1871 году музей, разместившийся на вилле Вельгелеген, открыл двери для публики, чтобы поведать о народах и их культуре из заморских колоний Нидерландов. В этот же год институт приступил к исследованиям, чтобы повысить доходность колониальных территорий. После открытия в 1926 году «Королевского тропического института» музей, не имеющий достаточно места для растущей коллекции, обосновался в выстроенном здании института. Торжественная церемония в честь этого события прошла в атриуме современного зоопарка, где присутствовала королева Вильгельмина.
После провозглашения независимости Индонезии в 1948 году специфика музея сменила ориентир на неразвитые колониальные области Южной Америки, Азии и Африки. В 1960—1970-е годы Министерство иностранных дел Нидерландов посоветовало музею обратиться к социальным проблемам бедности и голода. В начале 1970-х к музею добавили «детское крыло» (нидерл. Tropenmuseum Junior).
В 2013 году Министерство культуры Нидерландов согласилось возобновить финансирование музею при условии исключения зоопарка из подчинения Королевского тропического института. В 2014 году Музей Тропиков, Национальный музей этнологии в Лейдене, Музей Африки в Берг-ен-Даль вошли в состав Национального музея мировых культур. В 2015 году министр образования, культуры и науки Джет Буссемакер распорядилась выделить для государственных музеев и зоопарка 5,5 млн евро.

## Здание

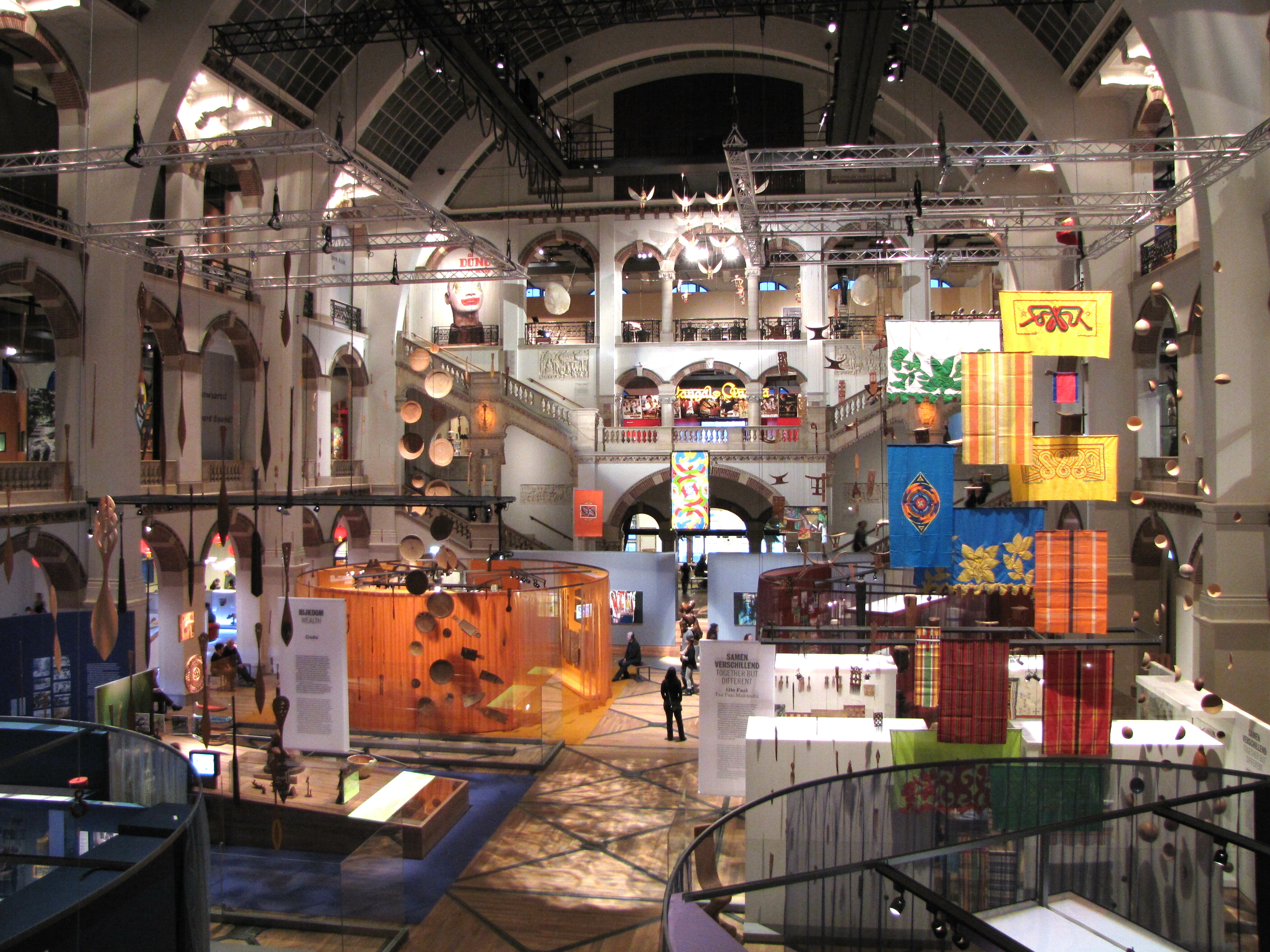
Интерьер музея

Настоящее здание в стиле неоренессанса выстроено в 1926 году по проекту Йоханнеса ван Ньюкеркена. Для украшения здания снаружи и изнутри использовались мотивы различных культур, напоминающих о торговле, промышленности, международных отношениях, основателях института и их работе. На углу пересечения двух улиц расположена колокольня. Строительство затянулось на 11 лет вследствие вспыхнувшей Первой мировой войны и забастовок рабочих. В период Второй мировой войны немецкая зелёная полиция (нем. Grüne Polizei) использовала части строения, а после войны здесь расположились канадские солдаты.
В 2003 году здание вошло в список исторических зданий Амстердама.

## Коллекции
В Музее собраны как традиционные, так и современные экспонаты, аудио- и видео-объекты, что даёт представление о живой традиции и истории различных культур мира. Коллекция из 175 тысяч предметов, 155 тысяч фотографий и 10 тысяч разнообразных рисунков, изображений и документов, 15 тысяч из которых перешли из Амстердамского этнографического музея.

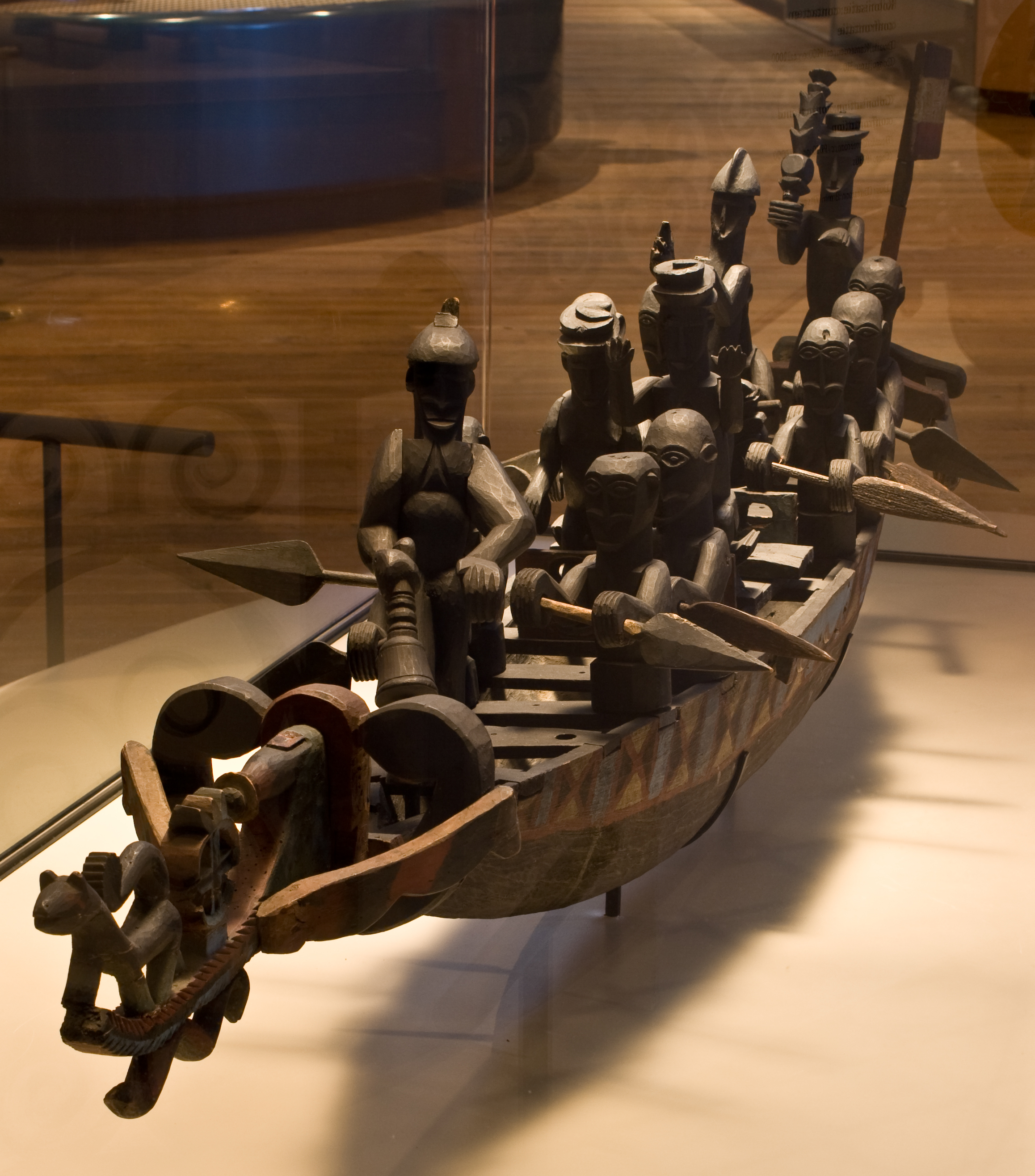
Каноэ
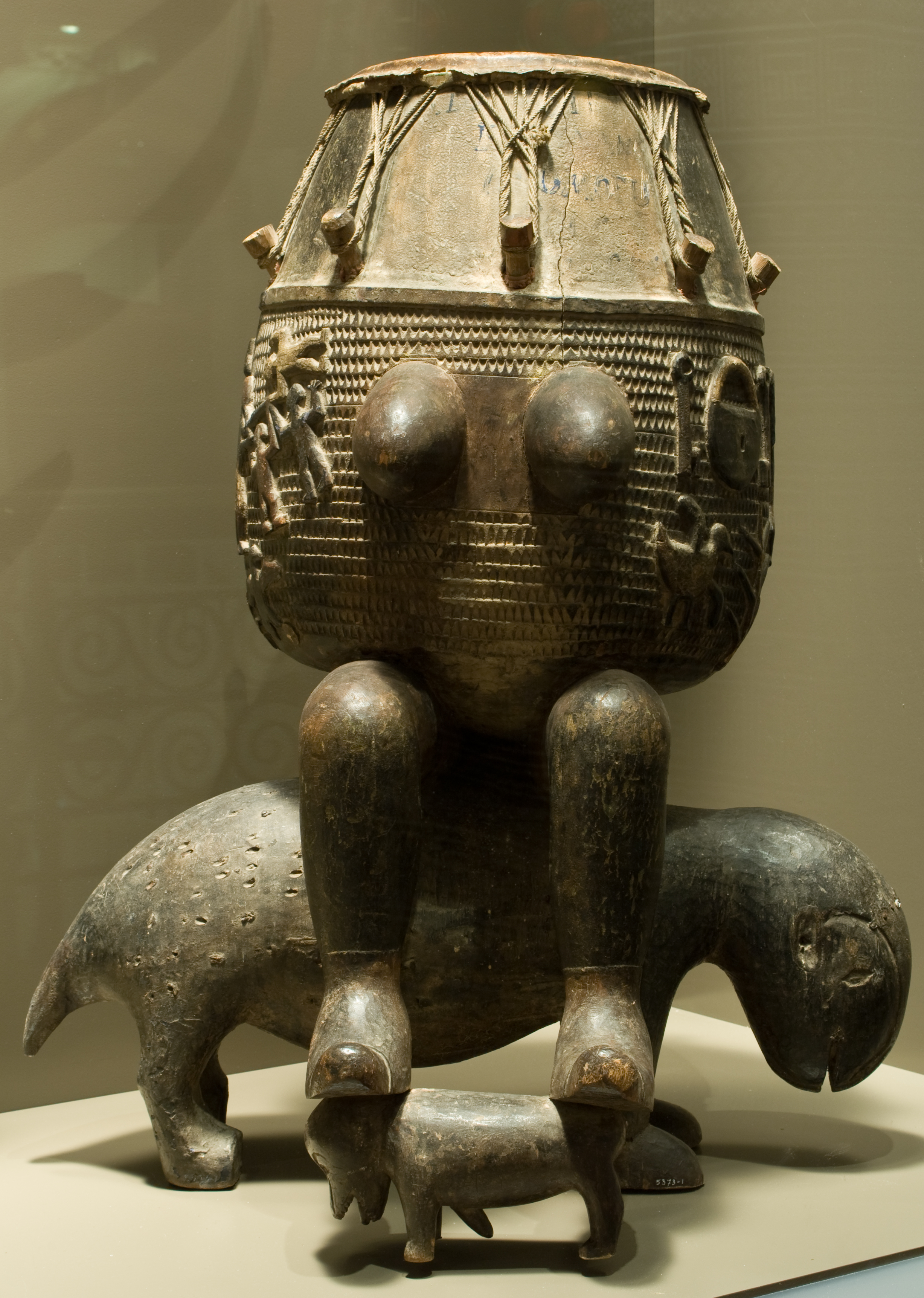
Барабан
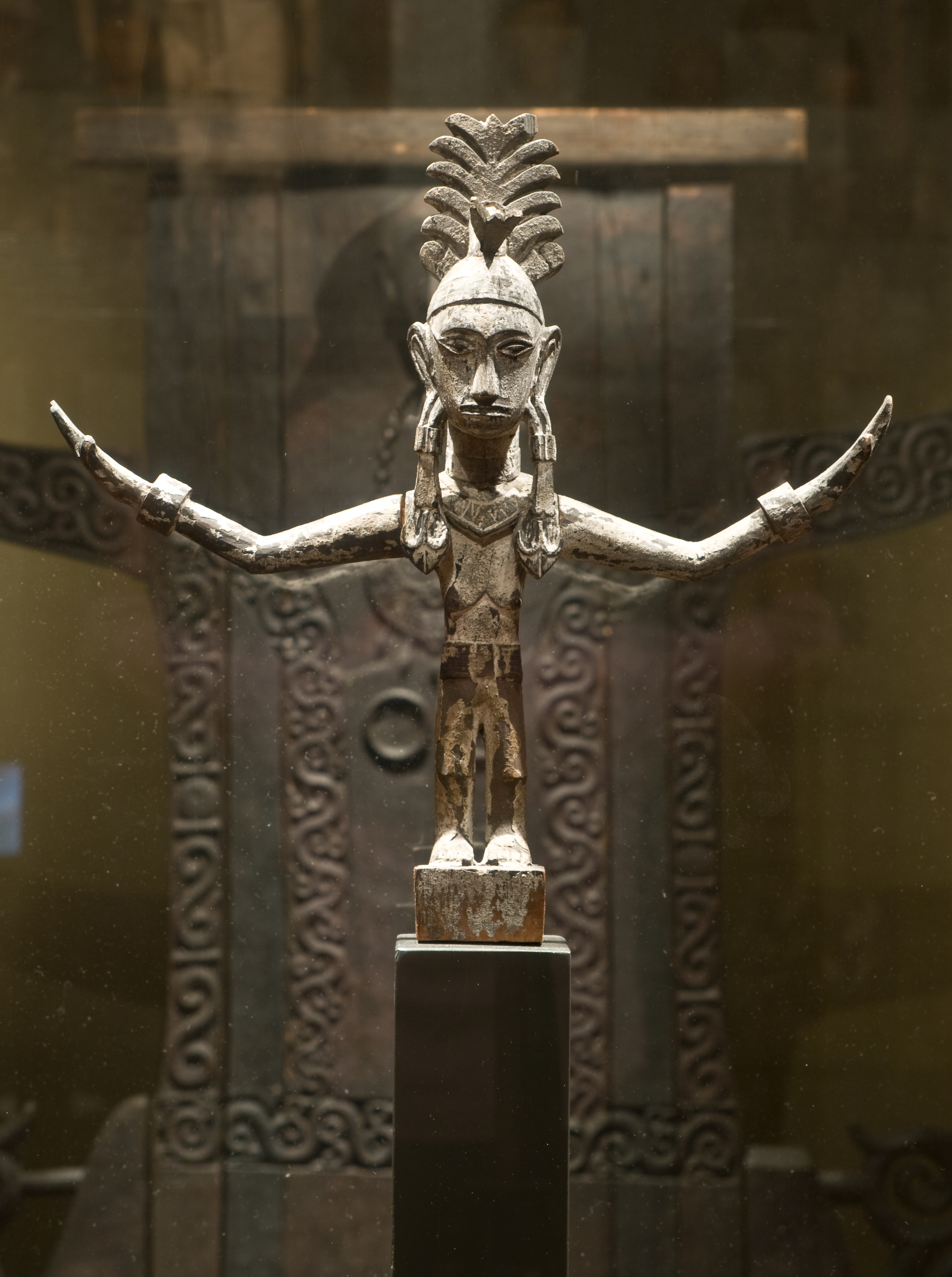
Танцовщица Ниас
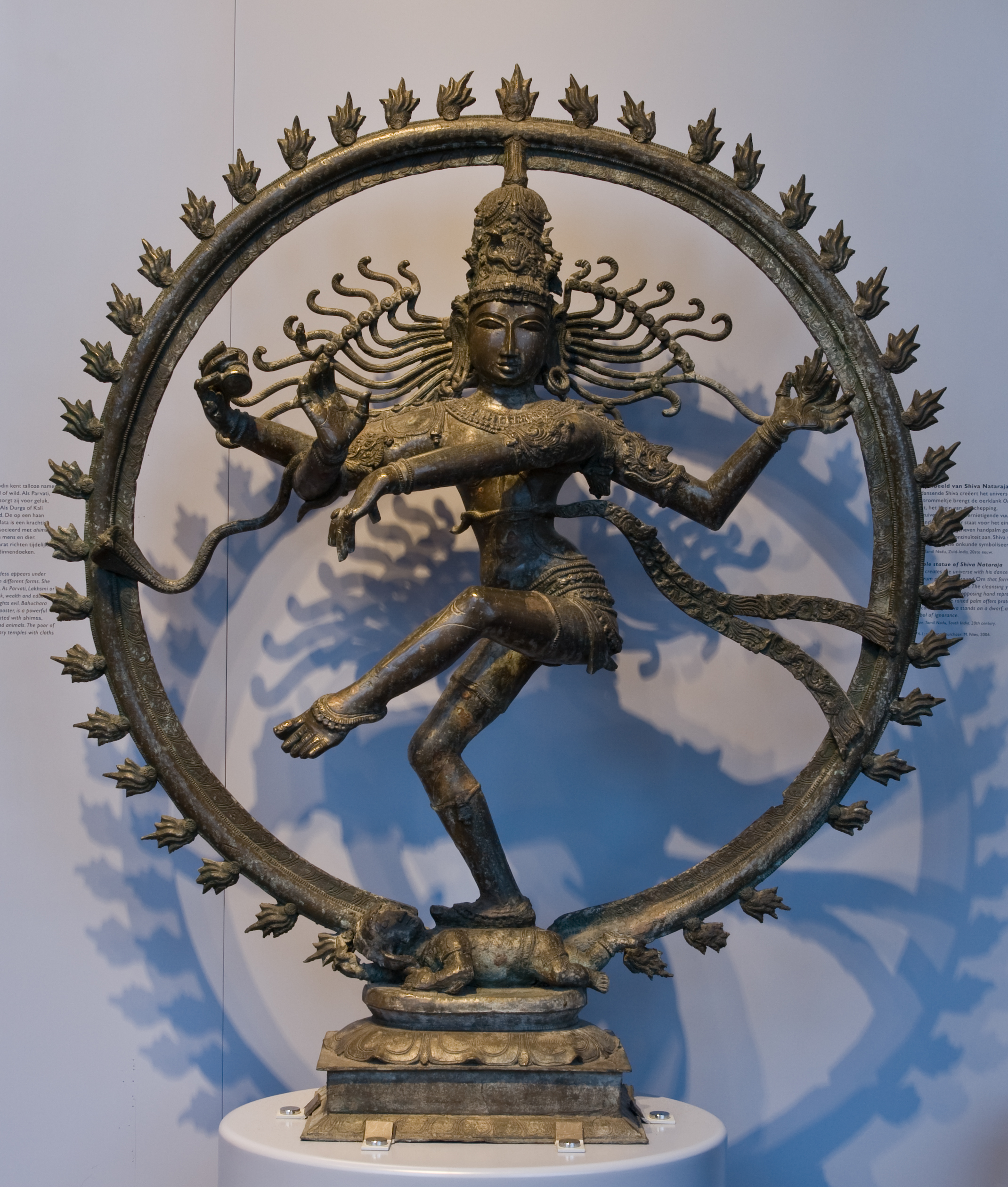
Шива Натараджа
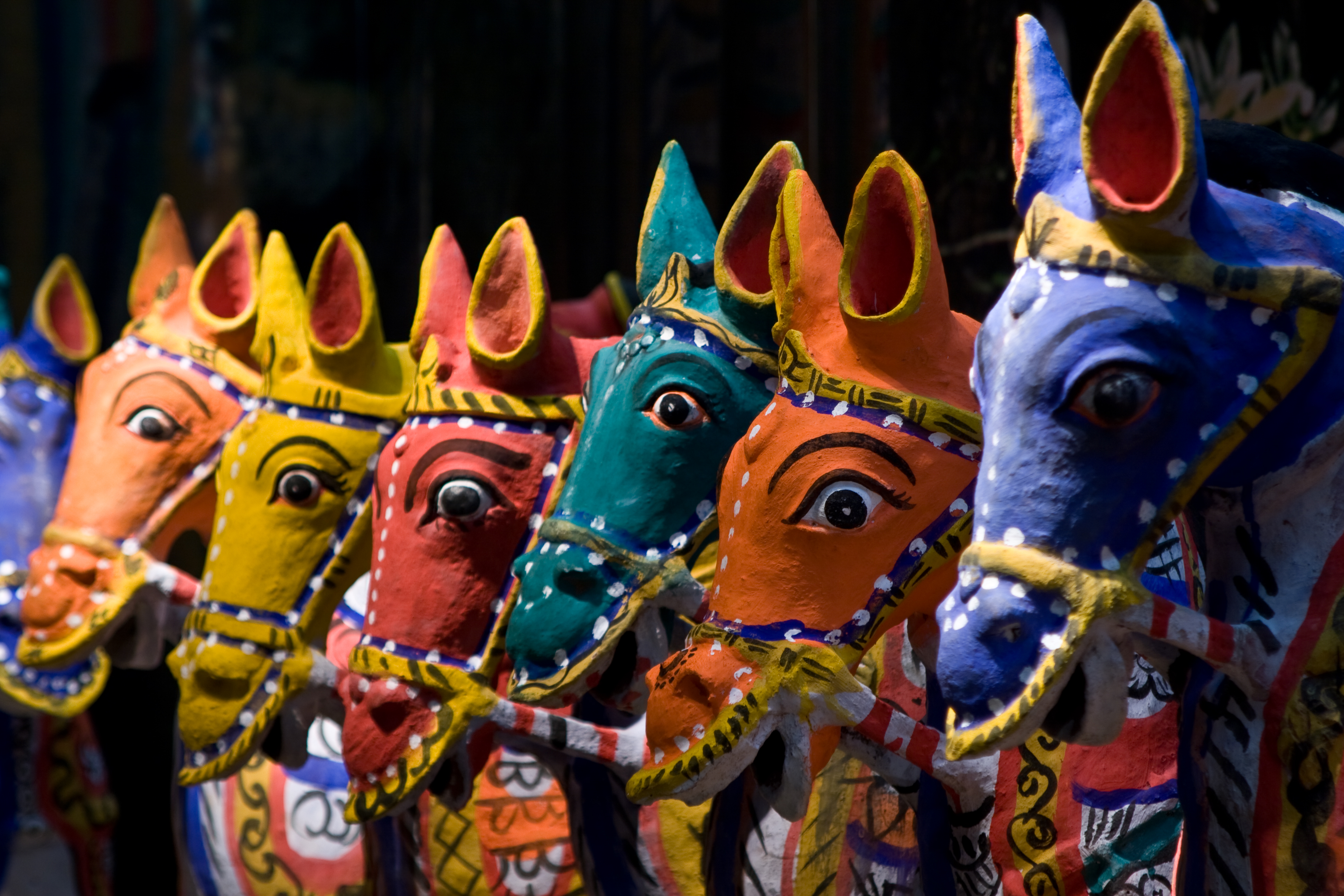
Айнарские лошади
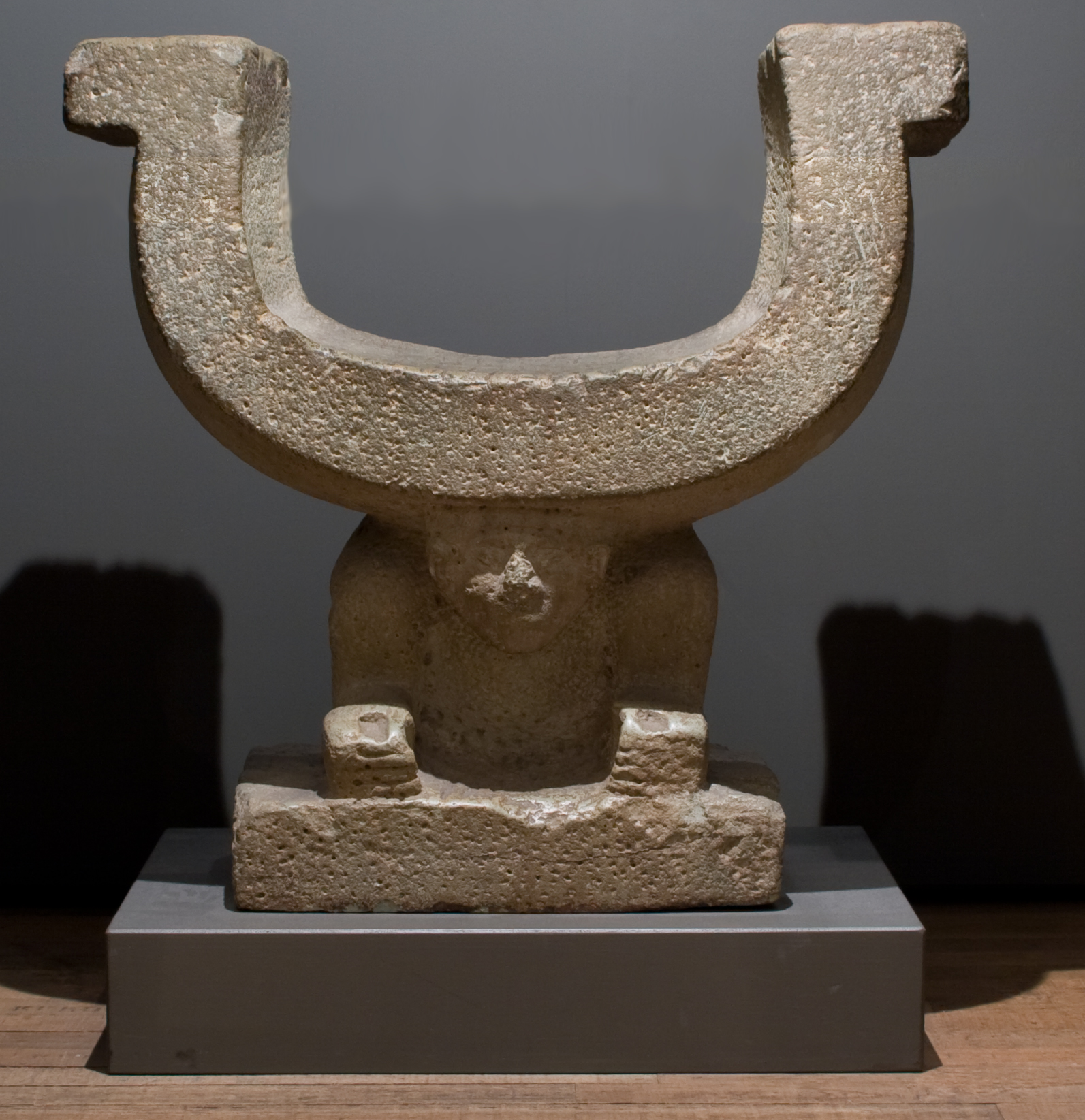
Стул доколумбовой эпохи
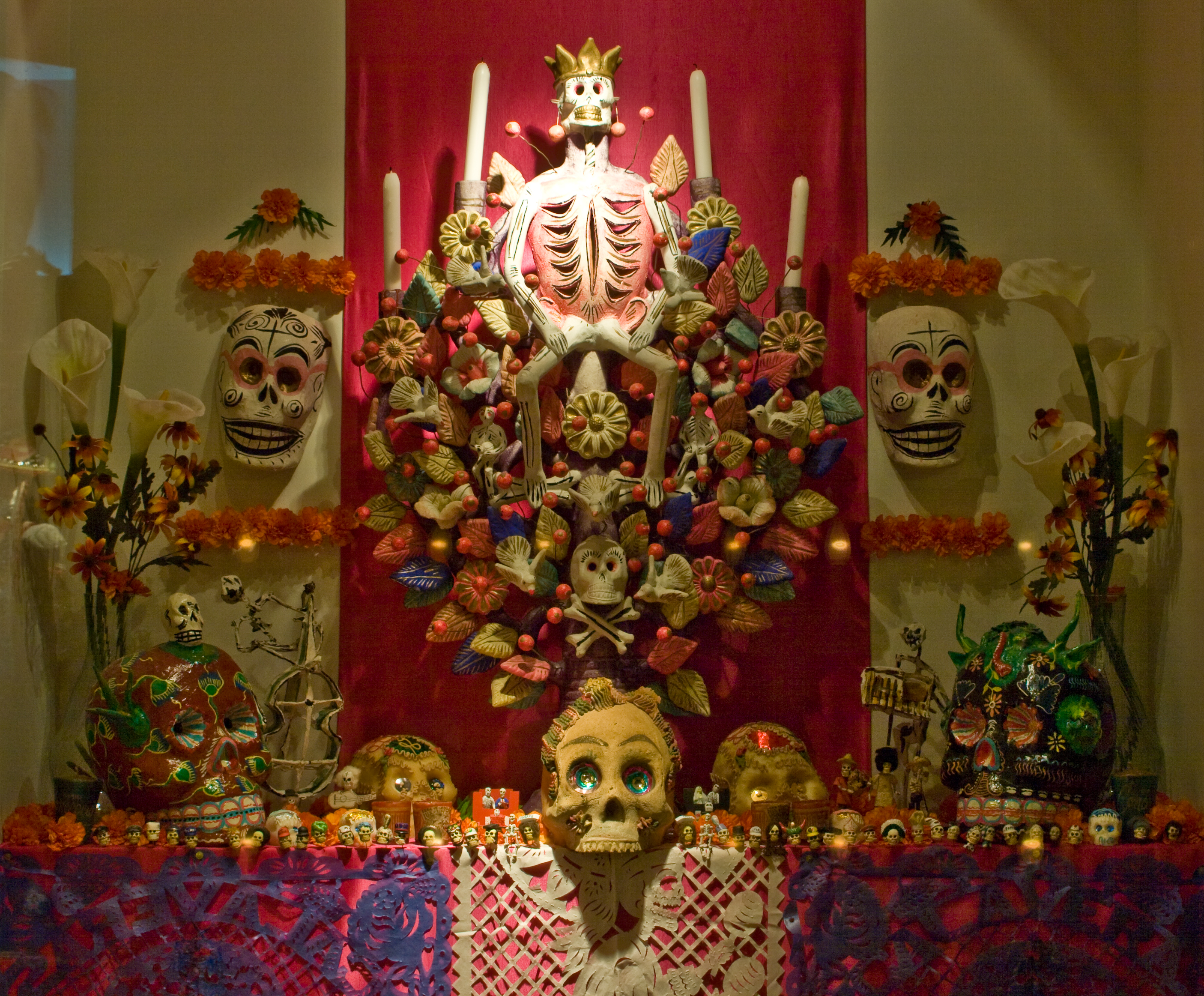
Предметы мексиканской культуры
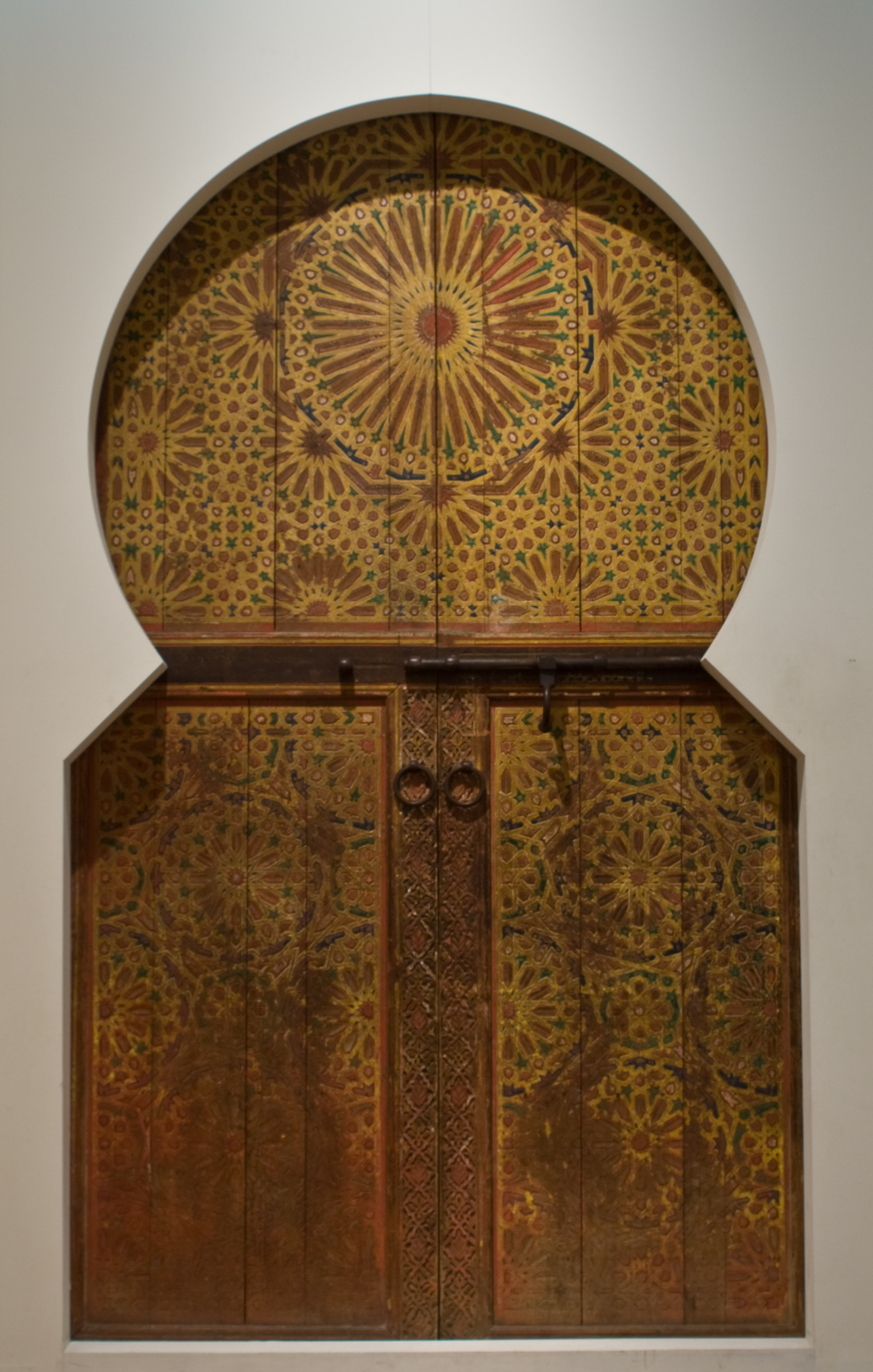
Дверь из Маракеша
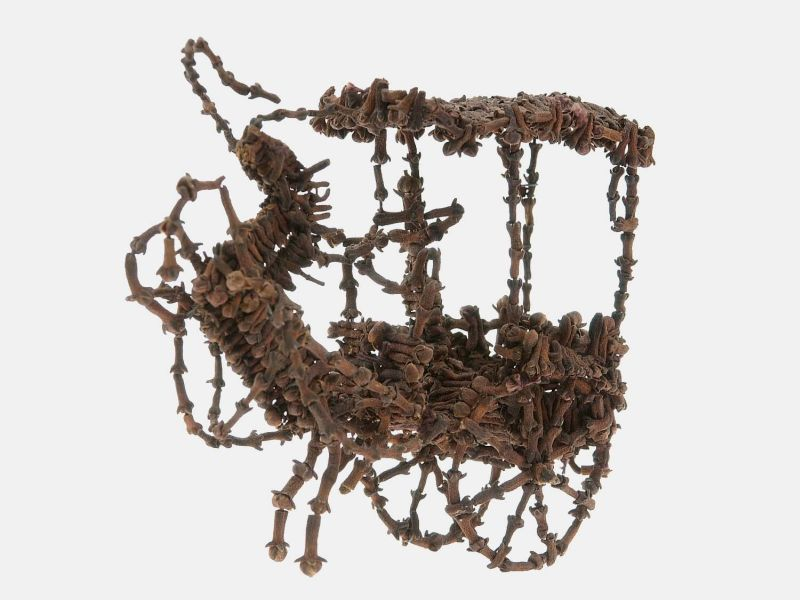
Скульптура конного экипажа из гвоздей
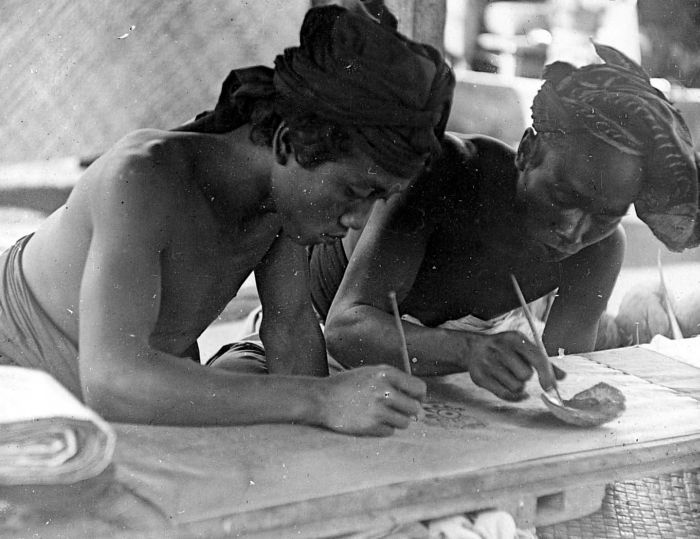
Художники с Бали (старинная фотография)

## Туристам
Музей в центре города соседствует с ботаническим садом Амстердама и зоопарком.
Открыт с 10 до 17 часов со вторника до воскресенья. 24 и 31 декабря время работы: 10:00 — 15:00.
В праздничные дни музей закрыт: 1 января (Новый Год), 27 апреля (День короля), 5 мая (день Освобождения), 3 октября (Осада Лейдена), 25 декабря (Рождество).
Цена билета для взрослых и подростков старше 13 лет составляет 16.00 евро; для детей 4 — 12 лет — 10.00 евро. За 4.00 евро можно взять аудиогид.